# Girawa (woreda)
Cet article concerne le woreda éthiopien. Pour la langue papoue, voir Girawa (langue).
Girawa est un woreda de la région Oromia, en Éthiopie.
Le woreda compte 240 173 habitants en 2007 dont 5 893 à Girawa, son centre administratif.

## Situation
Situé entre 500 m et 3 230 m d'altitude[réf. souhaitée] dans la zone Misraq Hararghe de la région Oromia, le woreda est bordé au sud par Gola Odana Meyumuluke, à l'ouest par Bedeno, au nord par Kurfa Chele et à l'est par Fedis.
Le centre administratif du woreda, la ville de Girawa, est à c. 2 471 m d'altitude.
Le territoire du woreda comprend plus de 50% de terres arables, utilisées notamment pour la culture du khat et du café[réf. souhaitée].

## Histoire
Girawa attire l'attention des médias en 1999 du fait de combats inhabituels entre lions et hyènes tachetées qui se soldent par la mort de six lions et de 35 hyènes.

## Démographie
D'après le recensement national de 2007 réalisé par l'Agence centrale de statistique d'Éthiopie, le woreda compte 240 173 habitants et 2,5% de la population est urbaine.
La population urbaine (5 893 personnes) est celle de la ville de Girawa, le centre administratif du woreda.
La plupart des habitants (98.4%) sont musulmans.
Avec une superficie de 1 442,19 km2, le woreda a une densité de population de 166 personnes par km2 ce qui est supérieur à la moyenne de la zone[réf. souhaitée].